# Центр Баязет
" Баязет " Центр, повна назва: " Байзет " Аналітично-дослідний центр (Англійська: Вірменський аналітично-дослідний центр «Баязет», російська, Заснований у 2021 році в Гаварі, це перший мозковий центр у регіоні краси։   
Організація проводить соціальні дослідження, аналізи, інтерв'ю, а також переклад, редагування та публікацію трансформативних статей з навчальною, науковою, культурною та іншими темами։ Діяльність Центру " Баязет " сприяє розвитку науково-дослідного сектору в регіоні Гехом, впровадженню рішень щодо встановлення фактів на рівні ТІ та на державному рівні шляхом досліджень, аналітичної роботи та інформаційних публікацій ։
Центр " Bayazet " також залучає волонтерів до їх роботи, надаючи їм можливість обмінятися досвідом, саморозвиватися, займатися дослідженнями та самоосвітою.

## Розповідь
29 січня 2021 року в Гаварі було скликано установче засідання «TAG1» Баязет " за участю членів-засновників організації, Генерального секретаря Вахрама Ховеяна, членів Ради Маруся Ховханніссян та Тиграна Чандояна։ .
10 лютого 2021 року Агентству з питань державної реєстрації юридичних осіб Вірменії " Баязет " було надано статус Державної організації Агентством з аналітичних та дослідницьких досліджень։ .
Хасмік Ізраїль був обраний під час Надзвичайного конгресу 1 липня 2021 року, а першим членом Ревізійної комісії (ЦРУ) був перший член Вардан Гареян։ .
Станом на 1 січня 2023 року 17 молодих людей з вірменських університетів та науково-дослідних центрів є членами центру Баязет

### Дослідження
Центр Баязет " проводить дослідження та аналіз у контексті перетину політології, економіки та соціології, які допомагають вірменським громадянським лідерам, політикам та суспільству зрозуміти та вирішити основні проблеми вірменського суспільства, які містять низку проблем։ Роботи переглядаються та гарантуються науково-дослідними інститутами та відомими фахівцями в цій галузі, потім друкуються та публікуються на офіційному веб-сайті центру։ Організація надає можливість людям, які займаються дослідженнями, залишитися в регіоні та оплатити роботу։
- Вивчення знань іноземних мов серед школярів Гаварщини, — В. Ховеян, А. Доповідач |: ГО "Аналітично-дослідницький вірменський центр «Баязет», Гавар 2022
- Центр «Баязет» приєднався до ініціативи «Апрель», підтримуючи розвиток науки у Вірменії[6] │ 19 травня 2022 р.
- Під час щорічної конференції Гаварського державного університету (GSU)[7] з доповіддю виступив генеральний секретар Центру «Баязет», який представив дослідницьку роботу на тему «Прояви ідеології Нової Вірменії у текстах вірменських інтернет-медіа». здійснено заступником міністра праці та соціальних питань РА Анною Жамакочян[8] під науковим керівництвом[9] │ 30 квітня 2022 р.
- Співробітники аналітичного відділу Центру «Баязет» успішно пройшли онлайн-курси, організовані Університетом Вандербільта в США[10] │ 2021—2022
- Під час міжнародної молодіжної конференції Єреванського державного університету (ЄДУ) з доповіддю виступив генеральний секретар центру «Баязет», який представив «Роль вірменського громадянського суспільства в мінливому політичному середовищі. самосприйняття та переосмислення» дослідницької роботи, яка виконувалася під науковим керівництвом Центру гендерних досліджень та лідерства ЄГУ Гоар Шахназарян[11] │ 1 квітня 2021 р.
- Роль спортивних шкіл, що працюють в Гегаркунікском марзі, в процесах пропаганди та соціалізації здорового способу життя дітей — В. Ховеян, В. Гареян |: ГО «Вірменський аналітично-дослідницький центр „Баязет“, Гавар 2021[12]

### Робота бібліотекаря
Бібліотека Баязет — це недержавна, найбільша публічна бібліотека в регіоні Гавар, яка створює необхідні умови для збору, обробки книг та надання їх доступним для читачів усіма можливими способами։ Станом на вересень 2022 року в бібліотеці є 6 800 одиниць літератури та 87 активних читачів.
- Генеральний секретар Ваграм Ховеян був нагороджений найвищою відзнакою бібліотеки імені Амо Сахяна за внесок у створення та розвиток першої гібридної бібліотеки в Гегаркунікській області . Бібліотека також отримала в дар 250 одиниць книг │ 25 липня 2022 р.
- Гегаркунікська обласна бібліотека імені Вардгеса Петросяна передала центру „Баязет“ 156 одиниць вірменської літератури │ 19 липня 2022
- В офісі центру „Баязет“ відбулася церемонія нагородження переможців конкурсу, організованого до Дня книги, під час якої випадковим чином через сайт були вручені подарунки переможцям конкурсу │ 5 березня 2022 р.
- В Гегаркунікській обласній бібліотеці відбулося обговорення роману Джорджа Орвелла „1984“[13], в якому взяли участь учасники Центру „Баязет“ │ 5 лютого 2022 р.

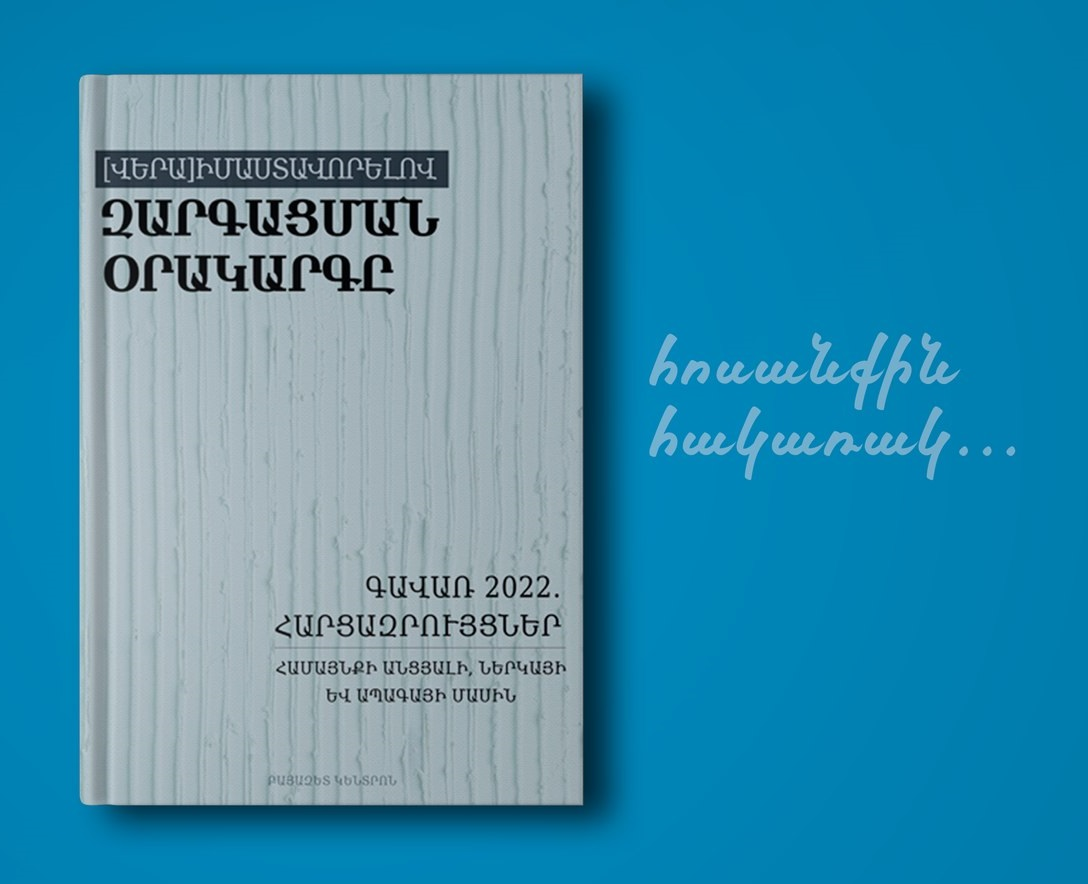
[RE]інтерпретуючи програму розвитку як серію інтерв'ю, Gavar 2022 є першою збіркою вірменською мовою про минуле, сьогодення та майбутнє Гавара

- [RE]інтерпретуючи програму розвитку як серію інтерв'ю, Gavar 2022 є першою збіркою вірменською мовою про минуле, сьогодення та майбутнє Гавара В рамках церемонії нагородження „Волонтер року 2021“ Гюмрі волонтер центру „Баязет“ Лаура Мкртчян з Гегаркунікської області була визнана переможцем за її волонтерську роботу у створенні реалізованої публічної гібридної бібліотеки по центру[14] │ 5 грудня 2021 р

### Поінформованість:
Центр Баязет „ поширює інформаційні матеріали, які готують родючий грунт, щоб зрозуміти, як змінюється світ։ Центр публікує та публікує переклади англійською, французькою, німецькою та іншими мовами, а також інтерв'ю з вірменськими та іноземними фахівцями.
- “[RE]interpreting the development agenda series of interviews, Gavar 2022» — перша вірменомовна збірка про минуле, сьогодення та майбутнє Гавара | 25 серпня 2022 р
- Гавар обирає[15], а центр «Баязет» висвітлює вибори до органів місцевого самоврядування[16] | 15-30 грудня 2021 року
- Вперше вірменському читачеві представлено вірменський переклад інтерв'ю Сержа Московічі, опублікованого у всесвітньо відомому журналі Hermès[17] │ 18 липня 2022 р.
- Вперше вірменському читачеві представлено переклад статті відомого турецького історика, викладача, професора Університету Кларка США Уміта Курта «Загублені вірмени Айнтапа: за слідами минулого дому» Уміта Курта. Політика відмови Туреччини[18] │ 5 травня 2022 р

### Неформальна освіта
- Відбулася панельна дискусія «Молодь в регіонах сьогодні і завтра» під керівництвом Генерального секретаря Центру «Баязет» │ 15 серпня 2022 р.
- Відбувся захід «TEDx Gavar 2022», який був насичений мотиваційними виступами │ 15 серпня 2022 р.
- Відомий переможець інтелектуального турніру TramaChap. Кубок «Інтелектуальний Гавар 2022» поїхав до Кармиргюха │ 14.08.2022
- Члени центру «Баязет» взяли участь у програмі « Наставництво 2017—2022» вірменської благодійної ГО «Карітас» Гавар │ 3 серпня 2022 р.
- Журналіст Центру «Баязет» Марін Двоян виступила з доповіддю під час SotCamp-2022 │ 15-17 липня 2022 р.
- Член Центру «Баязет», Аветік Хоштян, експерт конференції «Забезпечення якості: перспектива майбутнього», що відбулася в ААУ │ 11 липня 2022 р.
- Успішно пройшов онлайн-курс «CC for Trainers», організований швейцарською «KAZA» │ 9 липня 2022 р.
- "СТРІМИНГ ДЛЯ КРАЩОГО МАЙБУТНЬОГО. Регіональна презентація програми «Спротив громад та громадянського суспільства у Вірменії» │ 30 червня 2022 р.
- В Єревані відбувся перший турнір інтелектуального руху Get Smart, в якому взяла участь команда центру «Баязет» │ 11 червня 2022
- Команда центру «Баязет» у фіналі інтелектуальної гри-змагання «Політея» │ 4 червня 2022 р.
- У Гегаркунікському марзі відбулася конференція «Сонце як енергетична незалежність», в якій також взяв участь генеральний секретар Центру «Баязет» │ 1 червня 2022 р.
- В Євразійському міжнародному університеті відбувся міжкультурний вечір, в якому взяли участь і учасники Центру «Баязет» │ 27 квітня 2022 р.
- Керівник відділу комунікацій та зовнішніх зв'язків Центру «Баязет» Аветік Хостеян взяв участь у таборі «Громада — це Я» │ 22-27 березня 2022 р.
- Учасники центру «Баязет» взяли участь у курсі «Побудова дезінформаційного опору ОГС та органів місцевого самоврядування» │ 10-11 березня 2022 р.
- У залі засідань Гаварського муніципалітету відбулося засідання з голосування за ідеї Програми соціальних інвестицій та місцевого розвитку (Компонент 2), в якому також взяв участь Генеральний секретар центру «Баязет» │ 1 березня 2022 р.
- Нарек Тадевосян, начальник відділу фінансів Центру «Баязет» , провів курс у Гаварському державному медичному коледжі │ 7 лютого 2022 р.
- Учасники центру «Баязет» були присутні на громадському обговоренні, організованому випускниками Гегаркунікського марзу ГДТУ │ 25 грудня 2021 р.
- На запрошення студентської мережі «Еразмус» учасники центру «Баязет» взяли участь у Міжкультурному вечорі в Єревані │ 19 грудня 2021 р.
- У ГДУ відбулася зустріч-дискусія «Збільшення громад 2021» з виступом учасників Центру «Баязет» │ 4 грудня 2021 р.
- Курс «Управління ризиками стихійних лих та підвищення стійкості на рівні громад 2021» відбувся у Степанавані │ 14-17 жовтня 2021 р.
- Гавар відбулася серія інтерактивних панельних дискусій BiG Talk під керівництвом Генерального секретаря Центру «Баязет» │ 27 лютого 2021 р.

## Структура
Вибираються керівні та наглядові органи організації, право призначати та звільняти решту посад зарезервоване для Генерального секретаря։ У разі непереборних розбіжностей з Генеральним секретарем, у разі бути учасником усіх членів Ради, скликається Асамблея та обговорюється питання про відставку Генерального секретаря։

### Збірка
Органом організації є конгрес усіх обраних ними членів або делегатів, до якого належить право доопрацювати будь-яке питання управління та діяльності організації։ Асамблея скликається та очолює Генеральний секретар, за винятком випадків, визначених статутом։ Конгрес Організації може обговорювати питання та приймати рішення, якщо в Асамблеї бере участь більше половини від загальної кількості всіх членів Організації або всіх делегатів։ Рішення приймаються простою більшістю голосів учасників Асамблеї։

### Генеральний секретар

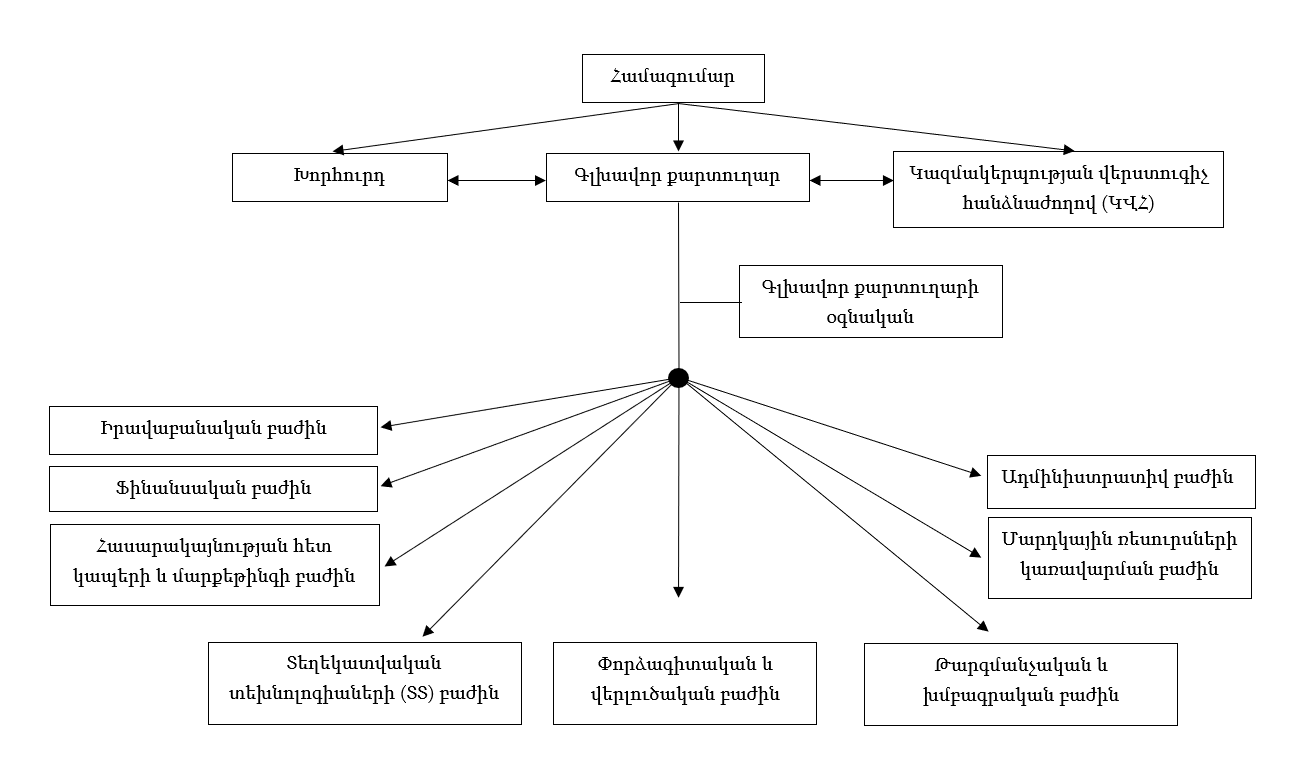
Організаційна структура центру «Баязет».

Головою виконавчого органу організації є Генеральний секретар, який обирається Асамблеєю строком на 2 роки։ Генеральний секретар здійснює нагляд за персоналом організації, керує поточною діяльністю Організації, включаючи фінансову діяльність, забезпечує виконання рішень та інструкцій, прийнятих Асамблеєю, Радою Організації, Вирішіть усі питання, пов'язані з їх діяльністю։
Помічник Генерального секретаря координує взаємопов'язану роботу відділів:
- Експертно-аналітичний відділ
- Відділ перекладів та редакції
- Відділ зв'язків з громадськістю та маркетингу
- Кафедра управління персоналом
- Кафедра інформаційних технологій
- Юридичний відділ
- Вінансовий відділ
- Адміністративний відділ

### Порада
Організація є колегіальним органом організації, члени якої обираються Асамблеєю строком на 1 рік։ Рада затверджує Стратегічний план Організації, здійснює контроль за її виконанням, коли вона обговорює та приймає рішення про членство в Організації։ Засідання Ради Організації може приймати рішення, якщо в засіданні бере участь щонайменше 1/2 від загальної кількості членів Ради։ Рішення приймаються простою більшістю голосів членів, які беруть участь у засіданні։ Рада директорів скликає свої регулярні засідання раз на місяць։ У деяких випадках можуть бути скликані розширені засідання правління за участю керівників окремих підрозділів Організації, а також за участю інших членів Організації։

### Ревізійна комісія Організації
Функція нагляду за організацією зарезервована для ЦРУ, члени якої займаються захистом прав усіх членів Організації, забезпечуючи законність рішень органів та підрозділів Організації։
Будь-який член або працівник організації може подати заявку на ПДВ, якщо він вважає, що в організації՝
- були прийняті рішення, що порушують його права,
- В організації були прийняті рішення, що суперечать законодавству Вірменії, Статуту або цьому Положенню
- В Організації прийняті рішення, які явно суперечать ідеям, принципам чи цілям Організації.

## Членство
Член Центру Баязет може стати членом Вірменії, як і будь-який іноземний громадянин, який має академічну підготовку։ Особа, яка бажає стати членом " Bayazet ", подає письмову заяву Генеральному секретарю, заповнюючи форму заявки, розроблену організацією։ У разі позитивного висновку Генерального секретаря, кандидат матиме випробувальний термін до 3 місяців։ Після закінчення випробувального періоду кандидат з'являється на засіданні Ради, під час якого статус члена надається шляхом голосування, або заява відхиляється։

## колеги по роботі
- Університет Вандербільта
- Єреванський державний університет
- Гаварський державний університет
- ГО «Вірменський центр захисту прав людини імені А. Д. Сахарова».
- Освітньо-культурна громадська організація «Гегарег».
- Центр креативних технологій Тумо
- Студентська мережа «Erasmus» — Єреван
- Муніципалітет Гавар
- Меморіальний фонд Цзінішян
- Жива ініціатива
- «Розумний» інтелектуальний рух
- Гегаркунікська обласна бібліотека імені Вардгеса Петросяна
- Бібліотека імені «Хамо Сахяна».